# 火の見櫓

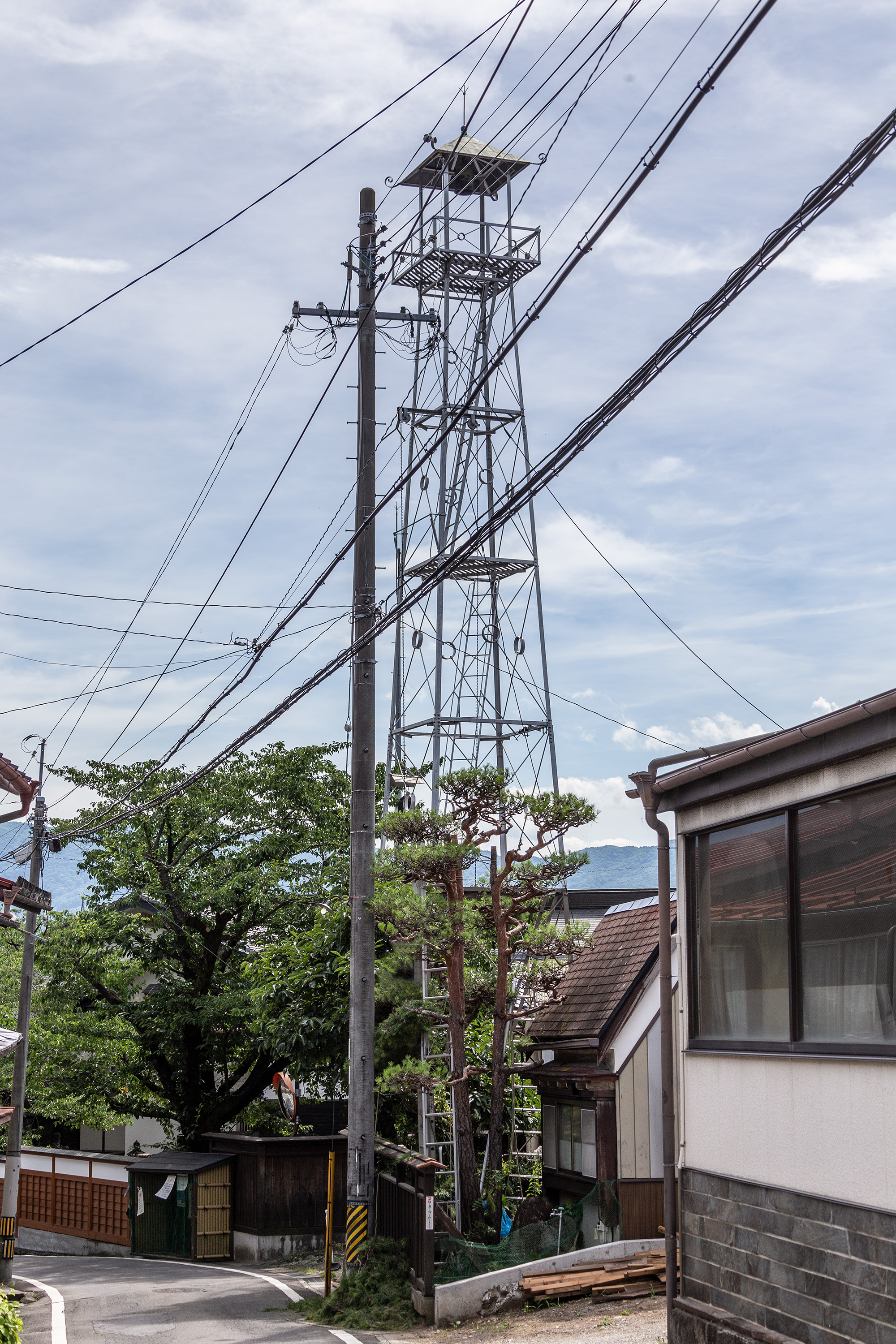
大正15年竣工の、鉄骨造の火の見櫓としては最初期に建造されたもの。

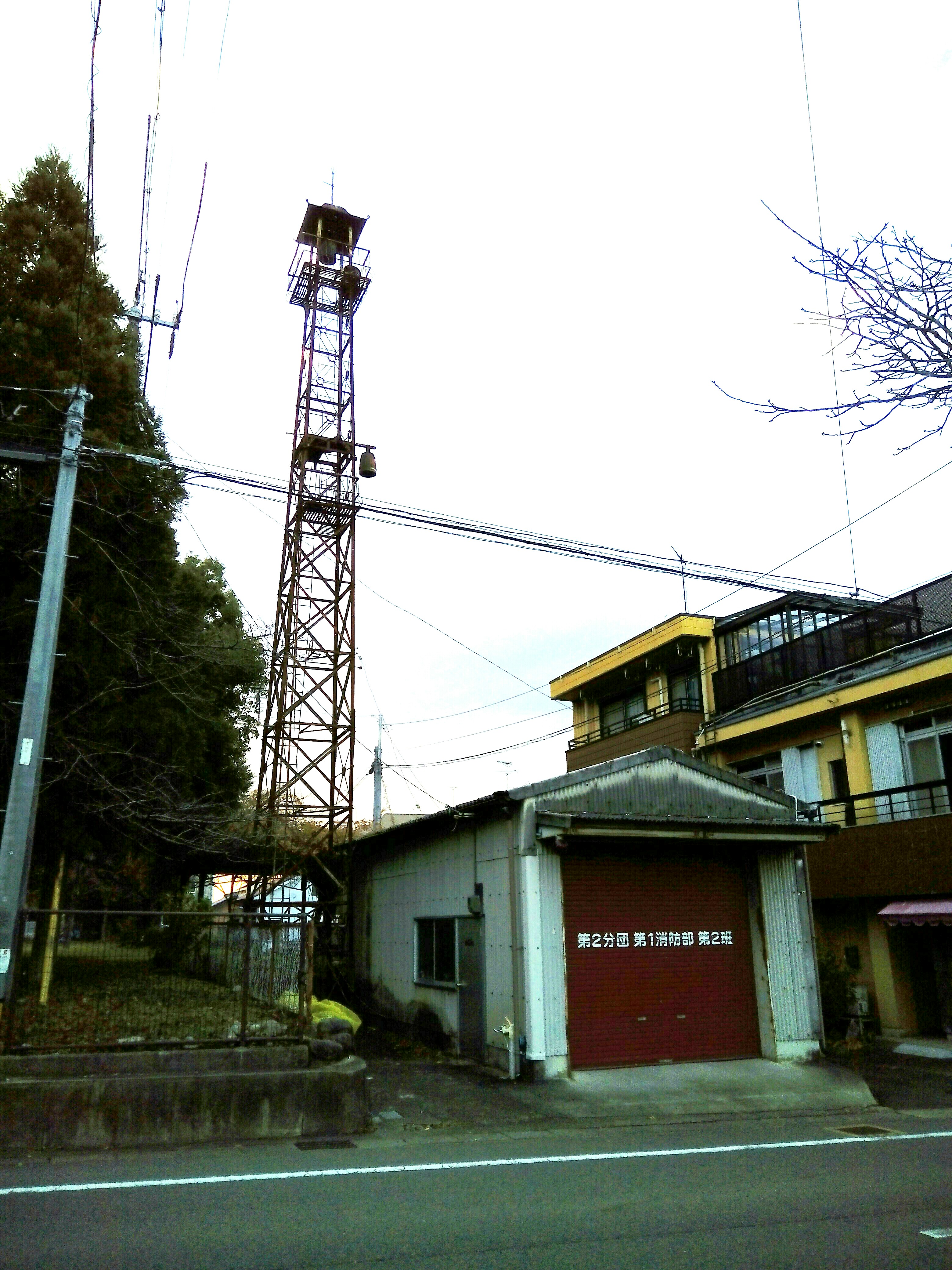
昭和初期の火の見櫓と詰所。半鐘も見える。

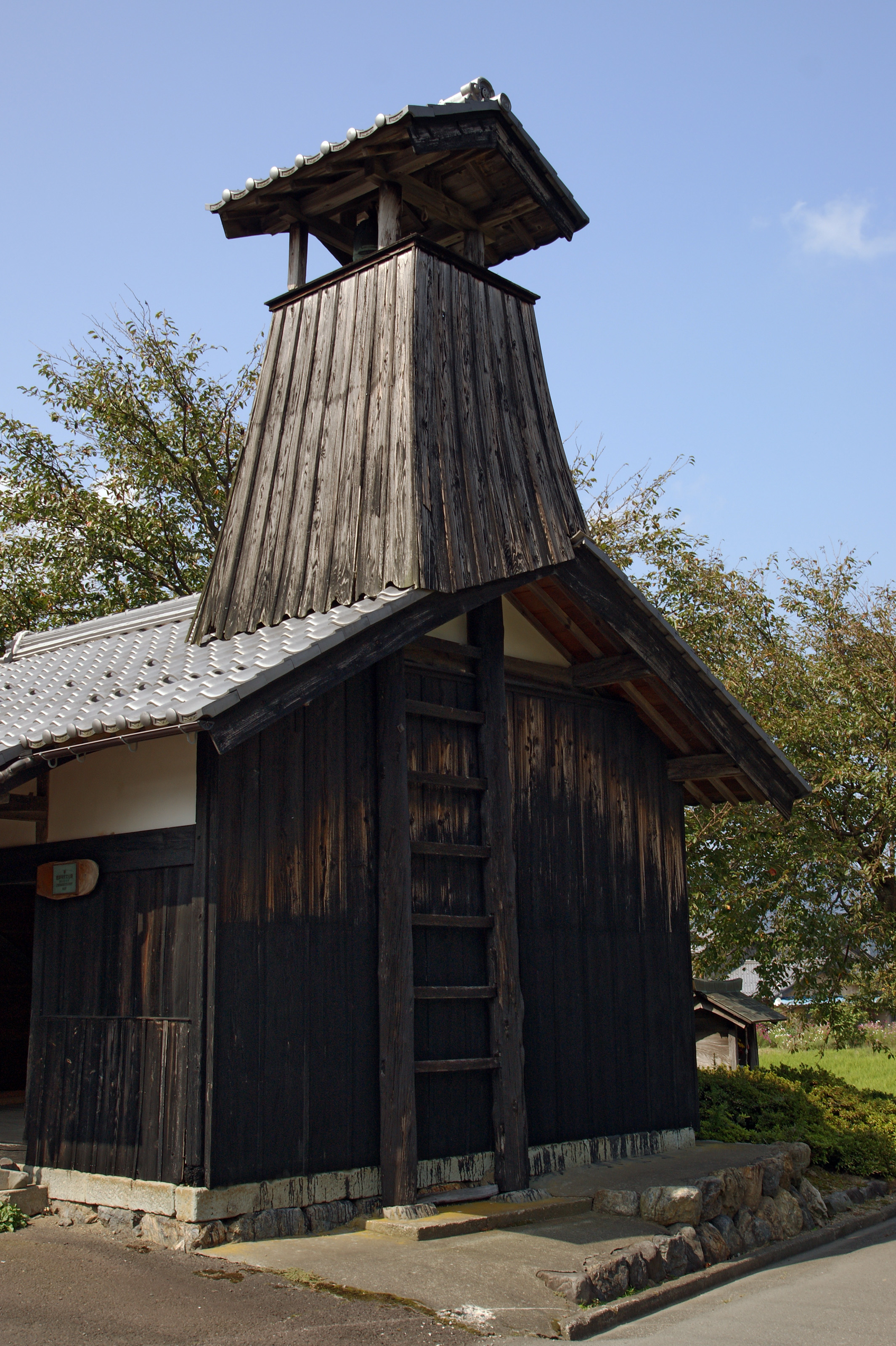
江戸時代建築の火の見櫓（三宅区火の見やぐら、福井県若狭町）。

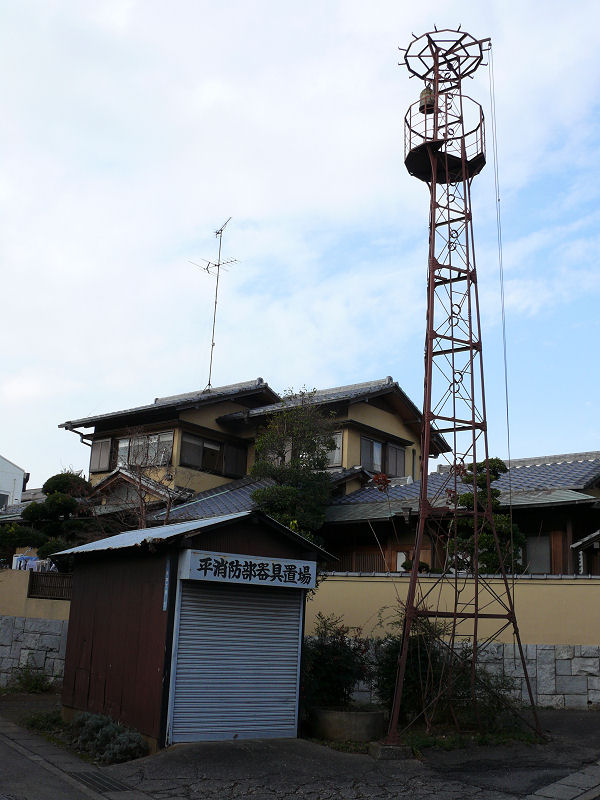
番屋を務めた民家の敷地内に設置された火の見櫓。横の小屋は現在は消防器具置場に使われている（川崎市宮前区平地区、2006年12月撮影）。

火の見櫓（ひのみやぐら、漢語表現で望楼（ぼうろう）、英語: lookout tower）とは火災の早期発見、消防団の招集、町内への警鐘の発信などに使われていた見張台である。

## 歴史

### 日本
木造建築が中心の日本ではひとたび火災が起きると大災害につながる危険性が高く、火災予防と早期鎮火は主要課題であった。特に治安の安定により人口増加が進み建築物が密集するようになった江戸時代以降の市街地では町火消（後に消防団）など消防体制の整備が急がれ、これに伴い火の見櫓が各地に造られていった。
江戸時代の消防体制は大きな町ならば単独で小さな町ならば近隣で組合を設けて結成された町火消を中心に運営されていたが、この町ごとに番屋（番所、自身番とも）を設置し番人（火番、番太郎・番太と呼ばれていた）を常駐させて24時間態勢で警戒にあたるのが一般的であった。このとき番人が町全体を見渡せるよう番屋に櫓を組んで一段高いところに見張台を置いたが、それが火の見櫓と呼ばれる。
火の見櫓には一般に、その上部に半鐘が設けられた。これにより町内の火災を発見した番人がすぐに警鐘を鳴らし、火消を招集するとともに町人に火災の発生を知らせる役割を担う即応態勢が取られた。また町によってはこの半鐘を時報や各種情報発信に用いている場合もあり町ごとに鐘の鳴らし方が決められ、その長さや間隔によって様々な情報発信に使われていた。
火の見櫓は江戸時代の江戸を皮切りに火消体制とともに整備されてゆき、昭和初期には全国ほぼ全ての地域に整備されていった。
その後、大都市を中心に整備が進められた自治体の消防本部・消防署などに各地の消防団が収斂され、また電話の普及と119番による通報体制の整備に伴い番人を置く必要性が薄れたこと、半鐘に代わりサイレンや防災行政無線などが整備されたことによりその役目を終えた火の見櫓も多い。
一方、現在も地域の消防団が活躍している地域では火の見櫓が使われている場合もある。ただしこの場合も番人が常駐することはなく、主に半鐘を鳴らしての消防団の招集や火災予防運動期間中の防火広報など各種警報の発信（半鐘を用いる場合や防災行政無線のスピーカ、サイレンを上部に取り付けて行う場合がある）、その高さを利用して消防団で使用したホースの乾燥などに使われている。だがこのように活用されてきた地域でも櫓自体の老朽化や耐震安全性の問題から使用を停止したり、撤去されてウインチを用いたホース乾燥塔が替わりに設置されるケースも多い。また、1940年代から2002年まで栃木県の宇都宮市内の小学校校庭にも火の見櫓時報サイレンを設置した。
火の見櫓は利用の性質上、一般人の立ち入りが容易であることから半鐘の盗難が相次いだ時期があった。

### 日本国外

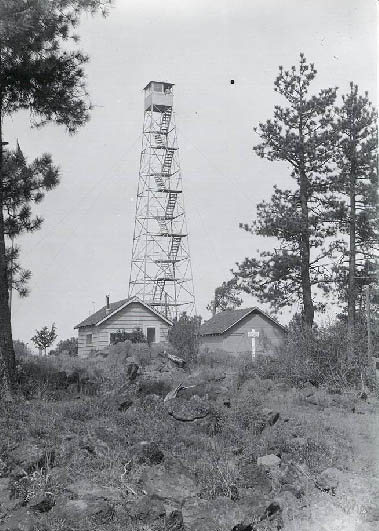
1930年頃のオチョコ国有林に建てられた監視塔。これは当時の監視塔の代表例である

ヨーロッパでは、Türmerなどの監視員が、城や宮殿、教会などの火の見櫓に置かれたで火災と敵の侵入を監視していた。火災を発見した際には、鐘を鳴らし、赤い旗や夜間ならランプを振って、消防隊に方向を知らせた。
アメリカ合衆国では1910年に起こったワシントン州・アイダホ州・モンタナ州にまたがる約12,000 km2の森林を焼き尽くした火災（通称"The Big Blowup"）に教訓を得て、米国森林サービス（en:United States Forest Service）により整備されたものが始まりである。監視範囲や監視塔の形態こそ異なるものの、番人が常駐して出火を見張るという運用形態は日本のものと同様である。また同様の監視塔が欧州や南米、アフリカなど各地で造られ、使われるようになった。
その後、1930 - 1950年代にかけて各地に整備されてゆき様々な目的に活躍していたが、1960年代になると無線技術の発展や航空機・人工衛星等による監視体制の整備に従ってその役割を縮小していった。1980 - 1990年代にかけては森林保全の予算が削られたことなども受け各地で廃止されていったが、その歴史的価値に鑑み監視塔の再建・維持のために活動している民間組織が登場し今はそれらの活動により護られている監視塔も多い。
また今でも人工衛星からでは小さな初期出火を正確に監視しきれないことや携帯電話などが圏外になり即応態勢が取りにくい地域も少なくないことから、今もそれらの地域を中心に活用されている。

## 画像

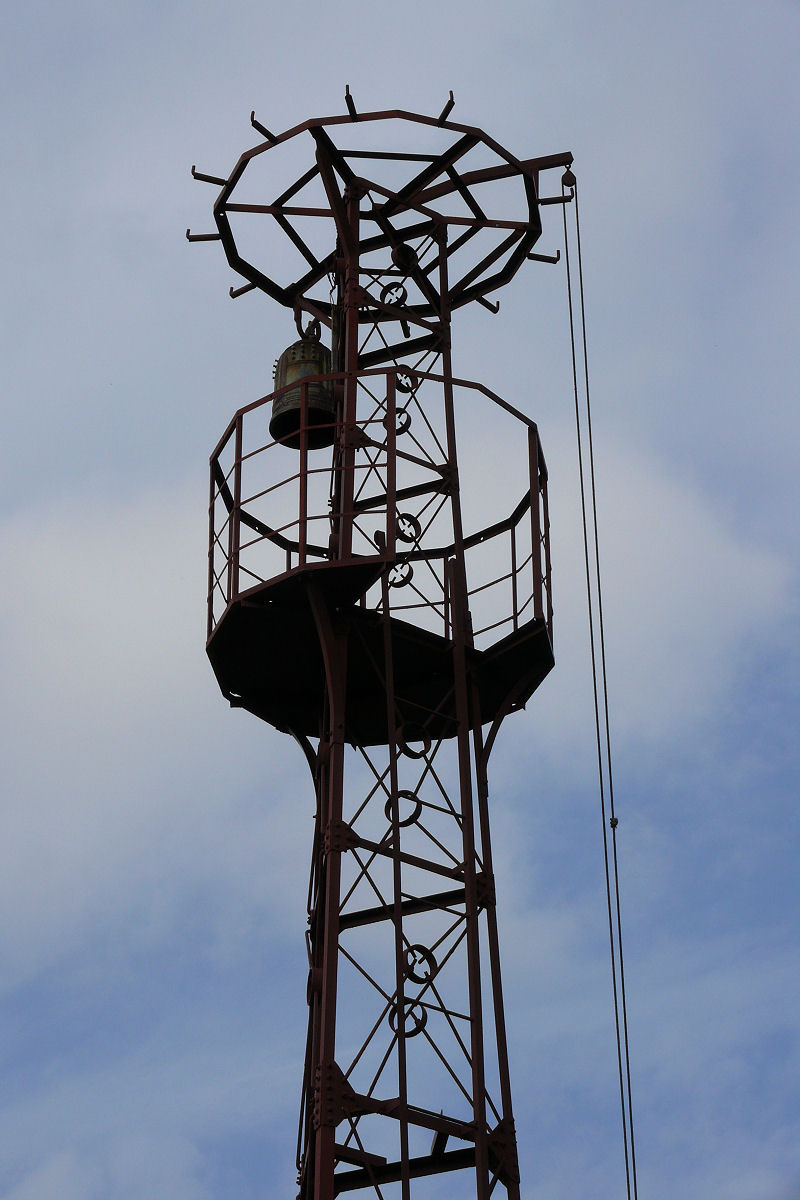
見張台と半鐘
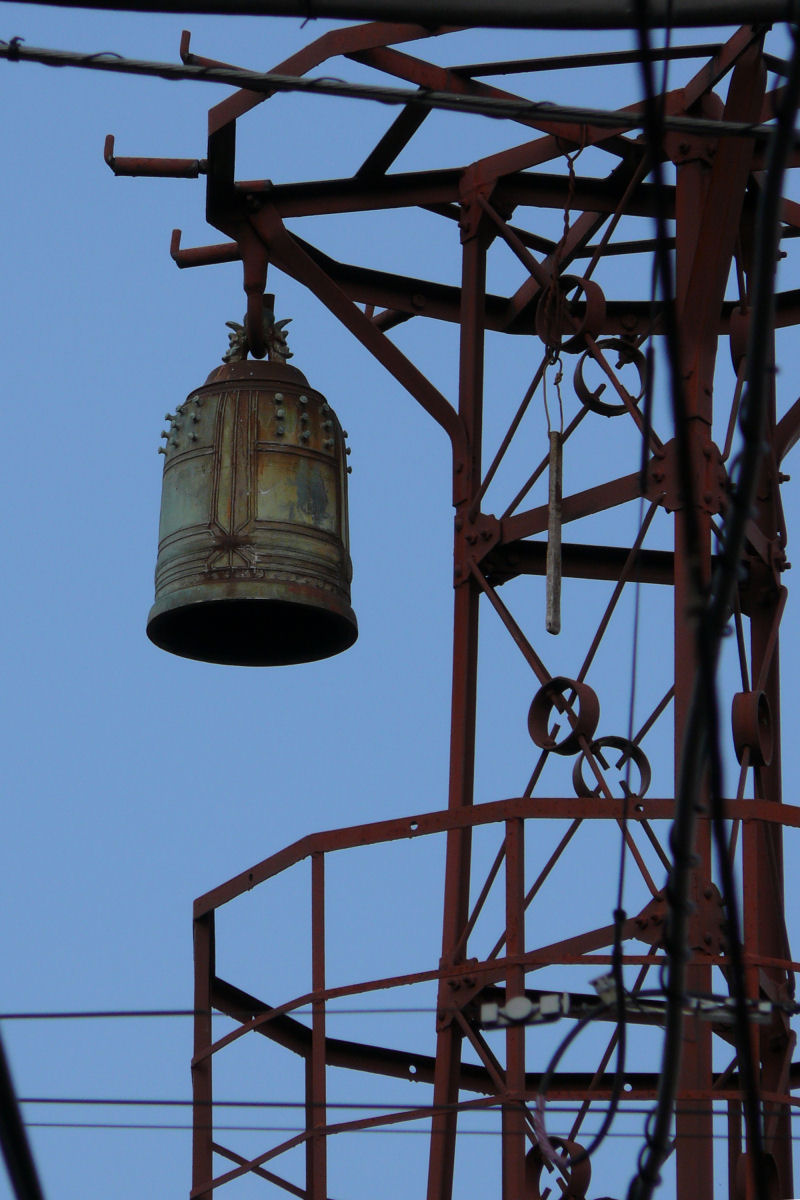
半鐘
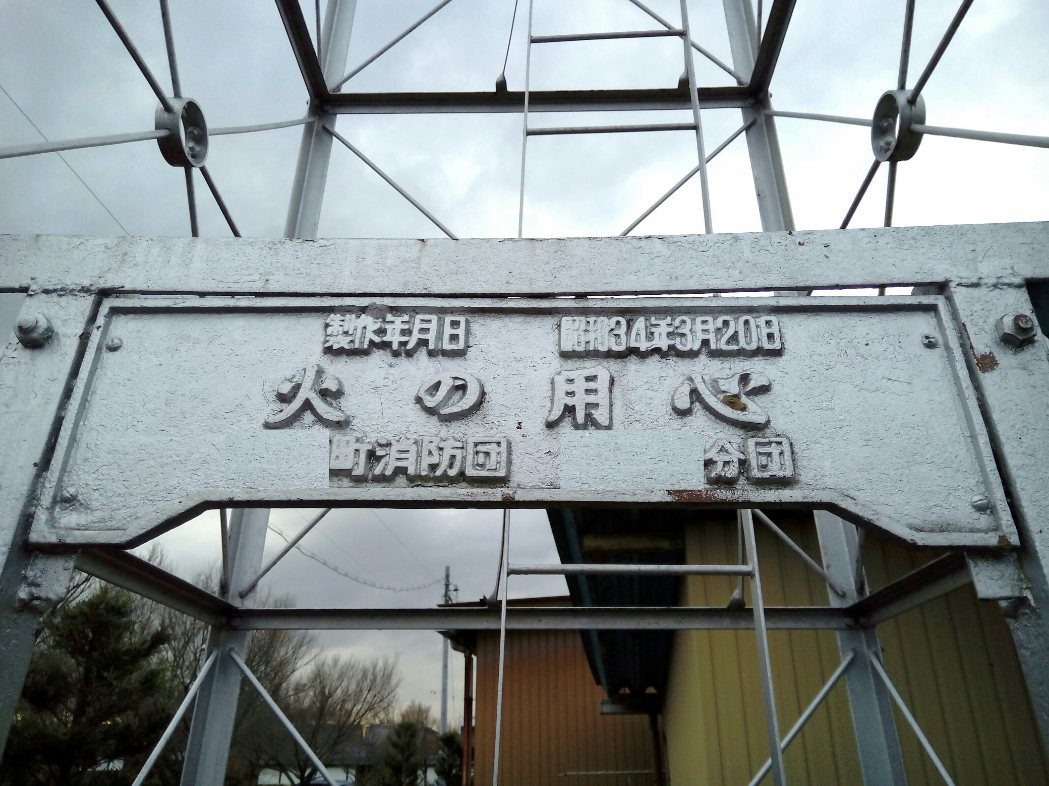
火の見櫓の入口に取り付けられた｢火の用心｣の銘板（特定防止のため画像の一部を伏せてある）
神戸市郊外に今も残る火の見櫓（道場）
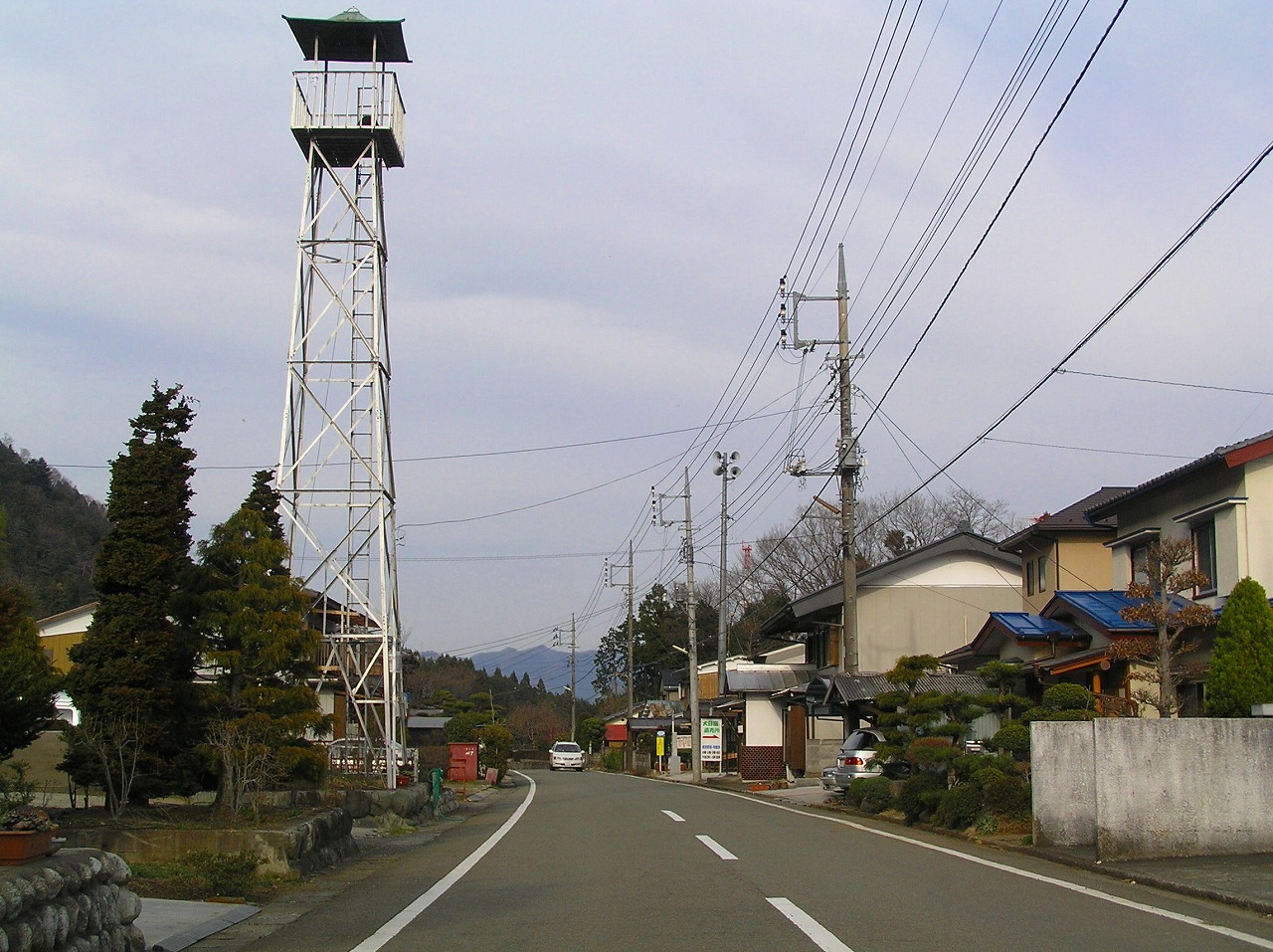
旧甲州街道犬目宿付近（山梨県）
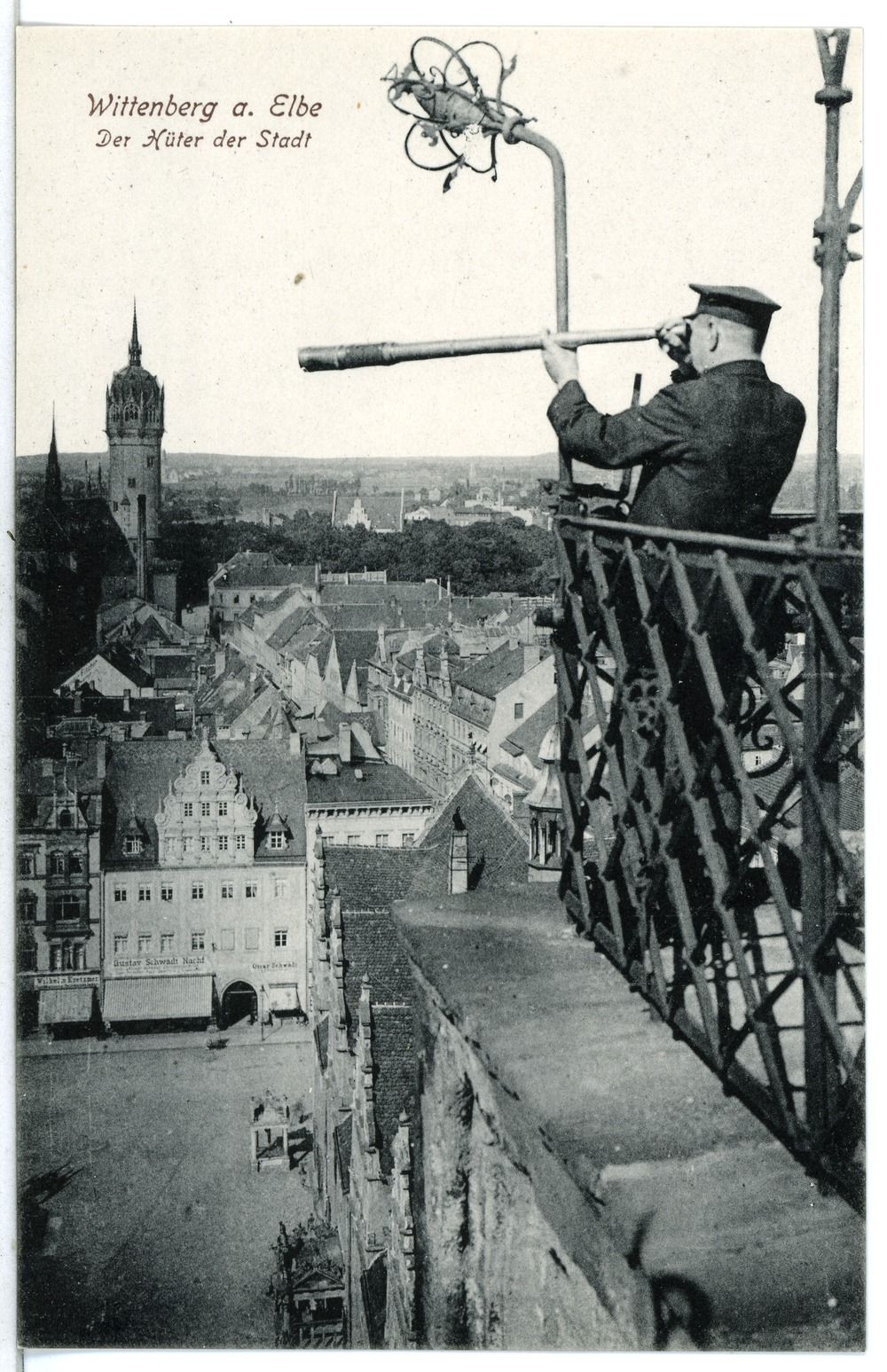
ドイツ、ヴィッテンベルクで火災と敵の侵入を監視していたTürmer（ドイツ語版）（1911年）
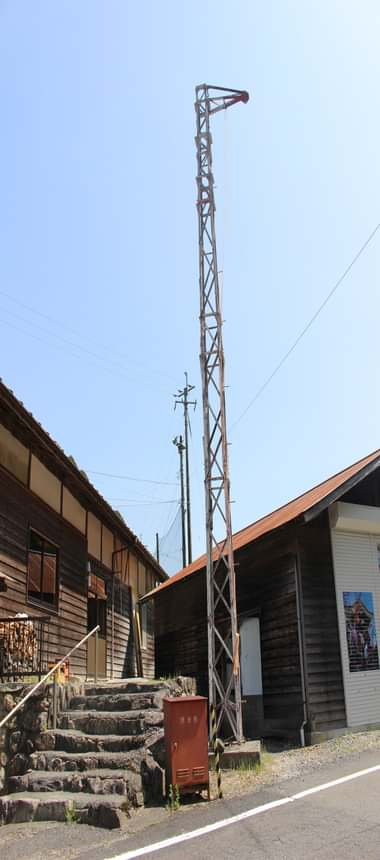
火の見櫓（津山市加茂町物見）